# جان بیلی (فیلم‌بردار)
جان بیلی (انگلیسی: John Bailey؛ زادهٔ ۱۰ اوت ۱۹۴۲) کارگردان و فیلم‌بردار اهل ایالات متحده آمریکا است.

## فیلم‌شناسی
- راه راه بازگشت - ۲۰۱۳
- رامونا و بیزوس - ۲۰۱۰
- با تو حال نمی‌کند - ۲۰۰۹
- جواز ازدواج - ۲۰۰۷
- معمار - ۲۰۰۶
- تهیه‌کنندگان - ۲۰۰۵
- بهتر از این نمی‌شه - ۱۹۹۷
- هیچ‌کس احمق نیست - ۱۹۹۴
- روز دوم ماه فوریه - ۱۹۹۳
- تاریخچه زمان - ۱۹۹۱
- جهانگرد اتفاقی - ۱۹۸۸
- اندوه شدید - ۱۹۸۳
- مردم معمولی - ۱۹۸۰